# Клехо індійський
Клехо індійський (Hemiprocne coronata) — вид серпокрильцеподібних птахів родини клехових (Hemiprocnidae).

## Поширення
Вид поширений у відкритих лісах Південної та Південно-Східної Азії. Трапляється в Індії, Шрі-Ланці, Бутані, Бангладеш, Непалі, М'янмі, Таїланді, В'єтнамі, Камбоджі, Лаосі та на півдні Китаю.

## Опис
Птах завдовжки 23 см. Верхня частина тіла темно-блакитна, нижня — біла. Верхня частина крил темносіра. Крила довгі, звернені назад. На голові є довгий чубчик. Хвіст довгий, роздвоєний.

## Спосіб життя
Живиться у польоті, полюючи на дрібних комах. Гніздо будує на гілках дерев. У гнізді одне сіро-блакитне яйце. Насиджують обидва батьки.